# Stephen Graham
Stephen Graham (Kirkby, 3 agosto 1973) è un attore britannico.

## Biografia
Graham nasce nel 1973 a Kirkby, un paese situato nella contea metropolitana di Merseyside. È stato cresciuto dalla madre, assistente sociale, e dal compagno di lei, che ha lavorato prima come meccanico e in seguito come infermiere pediatrico, mantenendo però buoni rapporti anche col padre biologico. Ha una nonna svedese e un nonno giamaicano, e ha discusso della sua esperienza come persona multirazziale dalla pelle chiara.
Debutta nel mondo dello spettacolo facendo comparse e brevi apparizioni sino al 2000. In quell'anno infatti accompagna un amico a un'audizione per Snatch - Lo strappo, una commedia criminale di Guy Ritchie. Il regista è colpito da Graham, e gli propone un ruolo da coprotagonista. Dall'esordio con Snatch, la carriera di Graham è andata salendo. Nel 2002 partecipa all'acclamato Gangs of New York di Martin Scorsese, affiancando i personaggi principali per poi tornare alla città natale a dedicarsi a produzioni locali e indipendenti come Satan's Little Helper e Scummy Man.
Nel 2006 torna alla ribalta interpretando Combo, una sorta di protagonista/antagonista nel film This Is England, una storia complessa sul mondo degli skinhead e sul razzismo. Per questa interpretazione viene candidato ai British Independent Film Awards 2006 nella categoria "Miglior attore o attrice non protagonista", premio poi andato a Leslie Phillips per Venus. Un anno dopo interpreta il ruolo del criminale statunitense Baby Face Nelson in Nemico pubblico - Public Enemies, e l'ex calciatore scozzese Billy Bremner nel film Il maledetto United. Nel 2010 interpreta il ruolo di Al Capone nella serie di HBO Boardwalk Empire - L'impero del crimine. Nel 2011 e nel 2017 interpreta il pirata Scrum nel quarto e nel quinto capitolo della saga Pirati dei Caraibi: Oltre i confini del mare e La vendetta di Salazar. 
Nel 2021 ha recitato al fianco di sua moglie Hannah Walters nel film Boiling Point - Il disastro è servito, diretto da Philip Barantini e girato in piano sequenza, la pellicola è interamente ambientata in una cucina di un ristorante. Nel 2023 Graham ha ripreso il ruolo nell'omonima miniserie sequel di BBC One. Nel 2022 crea insieme a Steven Knight la serie di Disney+ A Thousand Blows, sul mondo del pugilato a mani nude nella Londra vittoriana di fine '800, in cui è uno dei protagonisti. Nel 2025 è l'ideatore e lo sceneggiatore della miniserie di Netflix Adolescence insieme a Jack Thorne e diretta da Philip Barantini. In questa miniserie Graham interpreta il padre di un tredicenne sospettato dell'omicidio di una compagna di scuola.

### Vita privata
Graham è sposato con l'attrice e produttrice Hannah Walters che ha conosciuto durante la formazione come attore al Rose Bruford College. Insieme hanno un figlio e una figlia.

## Filmografia

### Attore

#### Cinema
- Ballando al buio (Dancin' Thru the Dark), regia di Mike Ockrent (1990)
- Downtime, regia di Bharat Nalluri (1997)
- Joint Venture, regia di Emma Bodger - cortometraggio (1998)
- Monk Dawson, regia di Tom Waller (1998)
- Snatch - Lo strappo (Snatch), regia di Guy Ritchie (2000)
- Blow Dry, regia di Paddy Breathnach (2001)
- The Last Minute, regia di Stephen Norrington (2001)
- Revengers Tragedy, regia di Alex Cox (2002)
- Gangs of New York, regia di Martin Scorsese (2002)
- American Cousins, regia di Don Coutts (2003)
- The I inside, regia di Roland Suso Richter (2004)
- Pit Fighter, regia di Jesse V. Johnson (2005)
- Goal!, regia di Danny Cannon (2005)
- Scummy Man, regia di Paul Fraser - cortometraggio (2006)
- This Is England, regia di Shane Meadows (2006)
- The Good Night, regia di Jake Paltrow (2007)
- Sacro e profano (Filth and Wisdom), regia di Madonna (2008)
- The Crew, regia di Adrian Vitoria (2008)
- Inkheart - La leggenda di cuore d'inchiostro (Inkheart), regia di Iain Softley (2008)
- The Devil's Wedding, regia di Dan Cadan - cortometraggio (2009)
- Awaydays, regia di Pat Holden (2009)
- Il maledetto United (The Damned United), regia di Tom Hooper (2009)
- Doghouse, regia di Jake West (2009)
- Nemico pubblico - Public Enemies (Public Enemies), regia di Michael Mann (2009)
- London Boulevard, regia di William Monahan (2010)
- L'ultimo dei templari (Season of the Witch), regia di Dominic Sena (2011)
- Pirati dei Caraibi - Oltre i confini del mare (Pirates of the Caribbean: On Stranger Tides), regia di Rob Marshall (2011)
- La talpa (Tinker Tailor Soldier Spy), regia di Tomas Alfredson (2011)
- Le paludi della morte (Texas Killing Fields), regia di Ami Canaan Mann (2011)
- Best Laid Plans, regia di David Blair (2012)
- Blood, regia di Nick Murphy (2012)
- Hyena, regia di Gerard Johnson (2014)
- S.O.S. Natale (Get Santa), regia di Christopher Smith (2014)
- Pirati dei Caraibi - La vendetta di Salazar (Pirates of the Caribbean: Dead Man Tell No Tales), regia di Joachim Rønning e Espen Sandberg (2017)
- L'uomo dal cuore di ferro (HHhH), regia di Cédric Jimenez (2017)
- Le stelle non si spengono a Liverpool (Film Stars Don't Die in Liverpool), regia di Paul McGuigan (2017)
- 1918 - I giorni del coraggio (Journey's End), regia di Saul Dibb (2017)
- Yardie, regia di Idris Elba (2018)
- Rocketman, regia di Dexter Fletcher (2019)
- The Irishman, regia di Martin Scorsese (2019)
- Greyhound - Il nemico invisibile (Greyhound), regia di Aaron Schneider (2020)
- Venom - La furia di Carnage (Venom: Let There Be Carnage), regia di Andy Serkis (2021)
- Boiling Point - Il disastro è servito (Boiling Point), regia di Philip Barantini (2021)
- Matilda The Musical di Roald Dahl (Roald Dahl's Matilda the Musical), regia di Matthew Warchus (2022)
- Venom: The Last Dance, regia di Kelly Marcel (2024)
- Blitz, regia di Steve McQueen (2024)
- La ragazza del mare (Young Woman at the Sea), regia di Joachim Rønning (2024)
- Modì - Tre giorni sulle ali della follia (Modì, Three Days on the Wing of Madness), regia di Johnny Depp (2024)
- Springsteen - Liberami dal nulla (Springsteen: Deliver Me From Nowhere), regia di Scott Cooper (2025)

#### Televisione
- Children's Ward – serie TV, episodi 3x12-3x13 (1991)
- Heartbeat – serie TV, episodio 3x02 (1993)
- Devil's Food, regia di George Kaczender - film TV (1996)
- The Lakes – serie TV, episodio 1x01 (1997)
- Brothers and Sisters – serie TV (1998)
- Where the Heart Is – serie TV, episodio 2x05 (1998)
- Liverpool 1 – serie TV, episodi 1x01-1x02 (1998)
- The Jump – serie TV, episodi 1x03-1x04 (1998)
- Coronation Street – serie TV, 5 episodi (1999)
- Metropolitan Police (The Bill) – serie TV, episodi 14x63-15x78-15x79 (1998-1999)
- Forgive and Forget, regia di Aisling Walsh - film TV (2000)
- Band of Brothers - Fratelli al fronte (Band of Brothers), regia di David Frankel e Mikael Salomon - miniserie TV (2001)
- Flesh and Blood, regia di Julian Farino - film TV (2002)
- Top Buzzer – serie TV, 10 episodi (2004)
- M.I.T.: Murder Investigation Team – serie TV, episodio 2x03 (2005)
- Last Rights, regia di Bill Anderson - miniserie TV (2005)
- Empire - miniserie TV (2005)
- The Innocence Project – serie TV, 6 episodi (2006-2007)
- The Passion, regia di Michael Offer - miniserie TV (2008)
- Occupation – serie TV, episodi 1x01-1x02-1x03 (2009)
- The Street – serie TV, episodi 3x04-3x05 (2009)
- This Is England '86, regia di Tom Harper e Shane Meadows - miniserie TV (2010)
- Walk Like a Panther – serie TV, episodio 1x01 (2011)
- Boardwalk Empire - L'impero del crimine (Boardwalk Empire) – serie TV, 24 episodi (2010-2014)
- This Is England '88, regia di Shane Meadows – miniserie TV (2011)
- Lapland, regia di Catherine Morshead – film TV (2011)
- Accused – serie TV, episodio 2x01 (2012)
- Parade's End, regia di Susanna White – miniserie TV (2012)
- Taboo – serie TV, 7 episodi (2017)
- Save Me – serie TV, 12 episodi (2018-2020)
- White House Farm, regia di Paul Whittington – miniserie TV (2020)
- Help, regia di Marc Munden – film TV (2021)
- Peaky Blinders – serie TV, 6 episodi (2022)
- Bodies – serie TV, 8 episodi (2023)
- Boiling Point, regia di Philip Barantini e Mounia Akl – miniserie TV (2023)
- A Thousand Blows – serie TV, 6 episodi (2025)
- Adolescence, regia di Philip Barantini – miniserie TV (2025)

### Doppiatore
- Hellboy, regia di Neil Marshall (2019)

## Doppiatori italiani
Nelle versioni in italiano delle opere in cui ha recitato, Stephen Graham è stato doppiato da:
- Alessandro Quarta in Pirati dei Caraibi - Oltre i confini del mare, Le paludi della morte, Pirati dei Caraibi - La vendetta di Salazar, Greyhound - Il nemico invisibile, Venom - La furia di Carnage, Venom: The Last Dance, Modì - Tre giorni sulle ali della follia, A Thousand Blows
- Gianluca Iacono in This Is England, The I Inside, Rocketman, Boiling Point - Il disastro è servito
- Fabrizio Vidale in London Boulevard, Parade's End, Matilda, La ragazza del mare
- Roberto Stocchi in Boardwalk Empire - L'impero del crimine, S.O.S. Natale, The Irishman, The North Water
- Massimo Bitossi in Blood, Taboo, Save Me
- Massimo Rossi in Sacro e profano, Bodies, Adolescence
- Luigi Ferraro ne L'ultimo dei Templari, La talpa
- Fabrizio Manfredi in Snatch - Lo strappo
- Nanni Baldini in Nemico pubblico - Public Enemies
- Christian Iansante ne L'uomo dal cuore di ferro
- Enrico Di Troia in 1918 - I giorni del coraggio
- Pasquale Anselmo in Peaky Blinders
- Alberto Bognanni in Blitz

Da doppiatore è sostituito da:
- Alessandro Quarta in Hellboy